# Nadia e il mistero di Fuzzy
Nadia e il mistero di Fuzzy (ふしぎの海のナディア - 劇場用オリジナル版?, Fushigi no umi no Nadia - Gekijōyō orijinaru-ban, lett. "Nadia del mare dei misteri - Il film") è un film d'animazione del 1991 diretto da Shō Aono.
Si tratta del seguito della serie animata Nadia - Il mistero della pietra azzurra.

## Trama
La storia si svolge nel 1892, due anni dopo la morte di Gargoyle (Argo). Jean è tornato ad abitare nella sua casa in Francia, mentre Nadia, che vuole realizzarsi per non dover dipendere da nessuno, è andata a Londra a lavorare per qualche tempo presso un giornale come apprendista giornalista.
Improvvisamente cominciano ad accadere dei fatti straordinari: alcuni importanti personaggi politici e militari senza alcun motivo scompaiono trasformandosi in polvere. Casualmente Nadia scopre che dietro a queste improvvise sparizioni ci sono i Neo-Atlantidi, che non hanno rinunciato a conquistare il mondo. Il loro piano è di sostituire i più importanti leader mondiali con gli esseri umani artificiali progettati dal Professor Whola per scatenare una guerra mondiale e soggiogare così l'umanità. Ma questi esseri sono ancora imperfetti e questa loro instabilità li porta a volte ad autodistruggersi e a trasformarsi in polvere.
Il Professor Whola, dopo aver subito l'ostracismo del mondo scientifico per le sue ricerche sulla clonazione delle cellule, ha perso prima la moglie e poi la figlia Fuzzy in terribili circostanze ed ha cercato di sostituire la ragazzina con una copia artificiale da lui progettata; si è però reso presto conto che la figlia non sarebbe mai più tornata e quella creatura che la sostituiva non era altro che una copia imperfetta e senza valore. Dopo queste esperienze Whole ha cominciato ad odiare l'umanità e soprattutto la "nuova" Fuzzy, ed ha acconsentito ad aiutare i piani dei Neo-Atlantidi.
Toccherà quindi a Nadia, Jean, Fuzzy e al trio Grandis Granva, Sanson e Hanson, il difficile compito di impedire una vera e propria catastrofe mondiale. Alla fine, dopo molte avventure, la base dei Neo-Atlantidi sull'isola Tango-Tango verrà distrutta definitivamente e tutti gli esseri artificiali che si erano sostituiti ai potenti della terra si trasformeranno in polvere. La guerra verrà scongiurata, ma anche la giovane Fuzzy, anch'essa essere umano artificiale imperfetto ed instabile, svanirà, non prima di essersi fatta promettere da Nadia di avere sempre fiducia in Jean.
Quando tutto è finito, Nadia ritorna a Londra per terminare il suo tirocinio e per scrivere la storia di Gargoyle e di Fuzzy, in modo che nulla venga dimenticato, promettendo a Jean di ritornare da lui non appena terminata la sua opera. L'ultima scena del film è un primo piano della lapide in ricordo di Fuzzy, con ai piedi le copie dei due libri che Nadia finalmente ha terminato di scrivere.

## Personaggi
I nomi dei personaggi sono indicati come risultano dall'edizione in DVD del 2006 curata dalla Yamato, con eventualmente tra parentesi il nome come dall'edizione Fininvest del 1992.
Nadia
Ha ormai 17 anni e da qualche tempo fa la poco appagante professione di apprendista giornalista a Londra. Ha deciso di ritornare dal suo Jean solamente quando sarà riuscita a realizzarsi come donna indipendente, ma non ha perso il suo carattere scontroso e testardo, al quale si aggiunge una punta di gelosia quando scopre il profondo rapporto di amicizia che c'è tra Jean e Fuzzy.
Jean
È ritornato a vivere nella sua casa a Le Havre in Francia, sempre alle prese con le sue invenzioni e in attesa del ritorno di Nadia. Salva la vita a Fuzzy in procinto di annegare e verrà da lei coinvolto in una serie di avventure volte a salvare l'umanità dalle mire di Geiger e dei Neo-Atlantidi.
Grandis Granva (Rebecca Grandis), Sanson (Sansone) e Hanson
Dopo le avventure vissute in Nadia - Il mistero della pietra azzurra hanno continuato a vivere al limite della legalità. Verranno assoldati da Geiger per catturare Fuzzy e Jean, ma nonostante le apparenze di avventurieri senza scrupoli, continueranno a proteggere i ragazzi anche con l'aiuto del mezzo corazzato Gratan II. 
Fuzzy Whola
Graziosa ed educata, è una ragazza creata in laboratorio dal professor Whola, per sostituire la figlia Fuzzy morta in circostanze tragiche. L'uomo arriverà ad odiare la ragazza, simulacro imperfetto della figlia, ma Fuzzy nonostante questo continuerà a considerare e ad amare Whola come un padre.
Professor Albert Whola (Houla)
Ha fatto importanti studi sulla replicazione cellulare ed è riuscito a riprodurre cellule partendo da materiale inorganico. Per questo ha subito una grande repressione da parte di molte religioni e alla fine è stato bandito dal mondo accademico. Dopo la morte della figlia Fuzzy, ha applicato le sue scoperte per tentare di fare rivivere la ragazza in un essere umano artificiale. Verrà assoldato da Geiger, capo dei Neo-Atlantici per creare in laboratorio degli esseri umani artificiali che avrebbero sostituito la classe dirigente mondiale.
Geiger (Jegal)
Nuovo capo dei Neo-Atlantici dopo la morte di Gargoyle (Argo); malvagio e sadico, tenta di utilizzare gli studi del Professor Whola per scatenare senza scrupoli una guerra mondiale e poter quindi soggiogare l'umanità. Nel suo intento non esita ad uccidere i suoi sottoposti al minimo segno di errore o di ribellione. Possiede una lama nascosta in un bastone, con la quale uccide in modo vigliacco e spietato le vittime.

## Colonna sonora
Sigla di apertura
- Hohoemi ga itsuka (微笑みがいつか?), di Satomi Matsushita

Sigla di chiusura
- My Precious Trick Star ~Yasashisa wo kureta anata he~ (Ｍｙ Ｐｒｅｃｉｏｕｓ Ｔｒｉｃｋ Ｓｔａｒ ～優しさをくれたあなたへ～?), di SILK

Intermezzo
- Ai wa doko he yuku no (愛はどこへゆくの?), di Satomi Matsushita

## Distribuzione
Il film è stato proiettato per la prima volta nelle sale cinematografiche giapponesi il 29 giugno 1991.
In Italia è stato trasmesso in prima visione in TV su Italia 1 nel 1994, inizialmente suddiviso in quattro puntate. Il film manteneva lo stesso titolo e le stesse sigle di apertura e chiusura della serie originale; erano presenti alcune censure. Questa versione è stata in seguito replicata alcune volte, senza più suddivisioni interne, su Italia 1 e su Italia Teen Television fino al 2004; inoltre nel 2003 è stata pubblicata in VHS da edicola a cura di Hobby & Work e Yamato Video, al termine dell'edizione della serie.
Nel 2006 la Yamato Video ne ha curato una nuova edizione per la distribuzione su DVD, con un nuovo doppiaggio e con i nomi dei personaggi che rispecchiano quelli dell'edizione originale giapponese.

## Imprecisioni
- In un articolo sul prof. Whola, Nadia legge che l'energia vitale che permea il cosmo e che viene assorbita dalle cellule clonate, è simile al magnetismo animale "detto anche entropia". L'uso errato del termine è presente sia nella versione Yamato Video sia nella traccia audio originale giapponese. Nel doppiaggio italiano Mediaset invece è usato il sostantivo corretto: mesmerismo.
- Nella edizione Yamato Video, un collaboratore di Geiger pronuncia questa frase: «La flotta russa e quella balcanica sono arrivate senza difficoltà. L'esercito serbo e quello australiano sono in posizione...» intendendo ovviamente austriaco. L'errore è presente solamente nella traccia audio del secondo doppiaggio italiano, mentre nell'edizione giapponese l'aggettivo è quello corretto.
- Fuzzy prima di scomparire diventa semitrasparente, permettendo di intravedere gli oggetti posti dietro di lei. In questa scena Nadia si trova in primo piano, quindi davanti a Fuzzy, ma nel punto in cui i capelli di Nadia si sovrappongono a quelli di Fuzzy appaiono semitrasparenti, come se fosse Fuzzy ad essere davanti a lei.